# Chaetodontoplus ballinae
Chaetodontoplus ballinae е вид бодлоперка от семейство Pomacanthidae. Видът не е застрашен от изчезване.

## Разпространение и местообитание
Разпространен е в Австралия (Лорд Хау и Нов Южен Уелс).
Обитава морета и рифове. Среща се на дълбочина от 100 до 120 m, при температура на водата около 20,8 °C и соленост 35,6 ‰.